# João Ananias
João Ananias Jordão Júnior, mais conhecido como João Ananias (Recife, 12 de janeiro de 1991), é um futebolista brasileiro que atua como volante. Atualmente, joga no FK Bylis.

## Carreira
Aos 15 anos jogou no futsal e no futebol de campo do Santa Cruz. Em 2008 foi para a base do Náutico, onde permaneceu até ser chamado ao profissional em 2011, fez 10 partidas até ser emprestado ao W Connection de Trindade e Tobago, participou da temporada 2012/2013 da equipe sul-americana. No meio do ano de 2013 após o fim da temporada da equipe, voltou ao Náutico, onde começou a pegar confiança e engrenar na carreira, polivalente, atuando na lateral direita e de volante, ganhou confiança dos técnicos que passaram pelo clube. Foi o melhor volante do Pernambucano 2015, sendo premiado no Troféu Lance Final. Em 2015 marcou seu primeiro gol como profissional sobre o Vitória em partida válida pela Série B. No mesmo ano do seu primeiro gol, completou 100 com a camisa alvirrubra, na partida contra o Bragantino. No dia 15 de julho de 2017 acertou a transferência para o rival Santa Cruz onde já tinha passado nas categorias de base, foi contratado a pedido do seu antigo técnico Givanildo Oliveira.

## Prêmios Individuais
- Melhor volante do Campeonato Pernambucano: 2015